# Ramón P. de Negri
Ramón P. de Negri (* 27. August 1887 in Hermosillo, Sonora; † 1955) war ein mexikanischer Politiker und Botschafter.

## Leben
Ramón P. de Negri war in seiner Jugend Telegraphist. Ab Februar 1913 beteiligte er sich an der mexikanischen Revolution. Im August 1913 betraute ihn die Regierung mit der Leitung des Eisenbahn- und Telegraphenwesens. Bald leitete er das Transportwesen des Krieges, er war Delegierter des Finanzausschusses. Anfang 1915 begann er das mexikanische Nachrichtenwesen in den USA neu zu organisieren. Er war Mitglied der lokalen Agrar-Kommission. 1920 wurde er beauftragte Reformvorschläge für die Konsularabteilung auszuarbeiten. Er war Vorsitzender der Geschäftsführung der staatlichen Eisenbahnen von Mexiko. 1930 trat er in den auswärtigen Dienst Mexikos und war an den Generalkonsulaten in San Francisco, und New York City akkreditiert. In Berlin war seine Adresse W 15, Kurfürstendamm 205.
| Vorgänger                     | Amt                                                                                        | Nachfolger                 |
| ----------------------------- | ------------------------------------------------------------------------------------------ | -------------------------- |
| José Manuel Puig Casauranc    | Mexikanischer Wirtschaftsminister 1929 bis 1930                                            | Luis L. León               |
| Pascual Ortiz Rubio           | Mexikanischer Botschafter in Berlin 3. Juni 1926 bis 10. Januar 1929                       | Primo Villa Michel         |
| Miguel Fernández de la Regata | Mexikanischer Botschafter in Wien 14. Juli 1927 bis 10. Januar 1929, Amtssitz Berlin       | Primo Villa Michel         |
| Francisco Castillo Nájera     | Mexikanischer Botschafter in Brüssel 30. August 1930 bis 15. April 1933                    | Fernando Lagarde y Vigil   |
| Manuel Pérez Treviño          | Mexikanischer Botschafter in Ankara 3. Februar 1937 bis 29. November 1937, Amtssitz Madrid | Adalberto Tejeda Olivares  |
| Alfonso Cienfuegos y Camus    | Mexikanischer Botschafter in Santiago de Chile 23. April 1936 bis 14. September 1936       | Manuel Pérez Treviño       |
| Manuel Pérez Treviño          | Mexikanischer Botschafter in Madrid 3. Februar 1937 bis 29. November 1937                  | Leobardo C. Ruiz Camarillo |
| Daniel Cosío Villegas         | Mexikanischer Botschafter in Lissabon 3. Februar 1937 bis 29. November 1937                | Emmanuel Fernández         |